# Katherine Young
Katherine Young (* 28. Juli 1980 in Ypsilanti, Michigan) ist eine US-amerikanische Improvisationsmusikerin (Fagott, Electronics) und Komponistin, deren Musik von „eigentümlichen Klangfärbungen, expressivem Geräuschen und kinetischen Strukturen“ geprägt ist.

## Leben und Wirken
Young besuchte Public Schools in Georgia, Texas und Mississippi; anschließend studierte sie am Oberlin College Fagott und Komparatistik (Abschluss 2003) und lebte dann in Chicago, wo sie in der Improvisationsszene arbeitete, u. a. mit der Experimentalband From Beyond (u. a. mit Jason Adasiewicz), dem Kammerensemble Till by Turning, dem Duo Architeuthis Walks on Land mit der Geigerin Amy Cimini und Civil War (mit Cimini und Adam Sonderberg). Anschließend studierte sie Komposition an der Wesleyan University (Master-Abschluss 2008) bei Anthony Braxton, Ron Kuivila und Alvin Lucier. Nach ihrem Abschluss zog sie nach New York City und setzte in den folgenden Jahren ihre Arbeit mit den Projekten Till by Turning und Architeuthis Walks on Land fort; außerdem wirkte sie in verschiedenen Formationen von Anthony Braxton mit, wie dem Diamond Curtain Wall Quartet (Quartet (Mestre) 2008) und dem Tri-Centric Orchestra. Daneben trat sie als Solistin auf; 2009 legte sie das Soloalbum Further Secret Origins (Porter Records) vor, das positive Aufnahme in der Fachpresse wie in The Wire („Bassoon colossus“) und Downbeat („seriously bold leaps for the bassoon“) erfuhr.
Des Weiteren beschäftigte sich Young fortan mit der Komposition akustischer und elektroakustischer Musik und setzte ihr Kompositionsstudium in New York fort. Nach ihrer Rückkehr nach Chicago arbeitete sie mit ihrem Quartett Pretty Monsters, dem der Gitarrist Jeff Parker, Schlagzeuger Tim Daisy und die Geigerin Erica Dicker angehören. Bei dem Debütalbum der Formation, für das sie Solonummern von Further Secret Origins für Ensemble umschrieb, entstand in New York für Public Eyesore Records mit der New Yorker Besetzung ihrer Band mit Erica Dicker, Mike Pride und Owen Stewart-Robertson. Außerdem arbeitete sie im Laufe ihrer Karriere u. a. mit FM Einheit, Dan Peck, Jason Ajemian, Jacob Wick, Peter Evans, Guillermo Gregorio, Mary Halvorson, Fred Lonberg-Holm und Michael Foster/Michael Zerang. Im Bereich des Jazz und Improvisationsmusik war sie zwischen 2005 und 2023 an 14 Aufnahmesessions beteiligt. Zu hören war sie u. a. auch auf Jessica Pavones Album Clamor (2023).
Young schrieb u. a. Auftragskompositionen für Tanz- und Kammerensembles wie das Northwestern’s Contemporary Music Ensemble, Ensemble Recherche, Talea Ensemble, Ensemble Dal Niente, String Orchestra of Brooklyn, Spektral Quartet, Fonema Consort und TimeTable Percussion; ihre Komposition Inside UFO 53-32 für das Flux Quartet beschrieb Anthony Tommasini in Th New York Times als „raues, klagendes, koloristisches Stück“ mit einem „organischen Mitreißen“. Gegenwärtig absolviert sie ein Doktorandenstudium am Composition Department der Northwestern University und arbeitet als Artist in  Residence am EMPAC des Renssalaer Polytechnic Institute. Daneben arbeitet sie mit Lee Hyla, Hans Thomalla und Jay Alan Yim. In Deutschland trat sie 2014 u. a. in der Veranstaltungsreihe Luftbrücke im Kölner Kunsthaus Rhenania mit Brad Henkel auf.

## Diskographische Hinweise
- Coughs: Fright Makes Right (2005)
- James Falzone: The Sign and the Thing Signified (2006)
- Architeuthis Walks on Land: Natura Naturans (Carrier, 2007), mit Amy Cimini
- Things Suspended Converge and Fall (2009)
- Katherine Young, Ute Marie Paul, Hans-Joachim Irmler, FM Einheit: Spielwiese Drei (Klangbad, 2011)
- Leah Paul: Bike Lane (2011), mit Chris Speed, Jessica Pavone
- Pretty Monsters: Pretty Monsters (Public Eyesore Records, 2012)
- Anthony Braxton: 12 Duets (New Braxton House, 2014)